# 日本爱心
日本爱心（ハートフル・ジャパン）是2006年3月成立的非营利组织，目的是得到男女老少轻松地参加国际友好和国际交流的机会，通过在日本的各处(交通机关的车站、城市、观光地等）对外国旅客和外国居住人打招呼，然后跟他们提供带路等的帮助。
现在，他们在东京地下铁等交通机关的车站做带路等自愿活动，而且实行讲习会等国际交流活动。
日本爱心也参加日本国土交通省推动的访问日本运动。